# ジェフ・アグース
ジェフ・アグース（Jeffery Alan “Jeff” Agoos: 1968年5月2日 - ）は、スイス生まれの元アメリカ代表のディフェンダーであり、代表チーム史上でも特筆して数多く出場したサッカー選手である。2012年現在のところ、ラジオのサンノゼ・アースクエイクスの試合のピッチコメンターをしている。
アグースは5度のメジャーリーグサッカー(MLS)のチャンピオン(3回はD.C.ユナイテッド、2回はサンノゼ・アースクエイクスで達成)になっている。また、1996年USオープンカップの勝ち取り、2001年にはMLS最優秀ディフェンダーに選ばれている。2009年にはアメリカサッカー殿堂入りを果たしている。

## 経歴

### 少年期と教育
愛称がガチョウ(Agoosの読みをもじってGoose)と呼ばれた少年は、スイスのジュネーヴで生まれ、その時にアメリカの外交官の仕事をしていたので、後にアメリカに移住することになった。彼はテキサス州で育ち、リチャードソンのJ.J.ピアーズ高校に入学した。在学中に、パレードマガジン誌の全米高校とダラスの年間トップアスリートとして掲載された。アグースはユダヤ教徒として育ち、1985年の夏季にはユダヤ人で開催されるスポーツの祭典、マカビア競技大会に出場している。

### 大学
1986年から1990年まで、アグースはバージニア大学のブルース・アリーナ監督のもとでプレーした。4年間の中で、全米大学ベストチームに選ばれること2度(1988年と1990年)、そして、4年次にはハーマントロフィー選考で2位だった。
1989年、大学3年次には、バージニア大学は全米大学体育協会(NCAA)選手権決勝では、サンタクララ大学と1-1の引き分け試合を4度演じた。両チームとも再試合を望んでいたが、NCAA側が両校優勝という裁定を下した。その頃にはPK戦での決着はなく、引き分けで終わるのが決まりだった。そのシーズンの終わりに、アグースは再びマカビア競技大会にアメリカ代表として出場している。

### プロ
大学を卒業した後の1991年、アグースはA-リーグのメリーランド・ベイズでプレーした。直後の同年2月13日、メジャーインドアサッカーリーグのダラス・サイドキックスが彼をドラフト2巡目で指名した。彼は1991-1992シーズンで30試合に出場し、7得点した。1992年はサイドキックスを去り、全てをサッカーのアメリカ代表に捧げたが、ダラスは、今度は1993年のコンチネンタルインドアサッカーリーグ(CISL)のドラフトでまたも引き当てたが、さすがに契約にサインをしなかった。
1994年6月26日、アグースは1994年ワールドカップの選考から外れ、ロサンゼルス・サルサと契約し、北米プロサッカーリーグ(APSL)でプレーすることにした。 サルサはプレーオフの準決勝まで進み、個人としてもリーグのセカンドチーム表彰がされた。その年の秋、ドイツに渡航し、SVヴェーエンで1994-1995シーズンを過ごしたが、翌シーズンにはアメリカに戻り、メジャーリーグサッカーとサインした。リーグのチーム配属が決まるまで、母校バージニア大学のブルース・アリーナ監督のアシスタントコーチをこなし、リーグが創設されると、契約していた各選手をチームに配分を始め、アグースはD.C.ユナイテッドに配され、さらにはアリーナ監督も同じチームの監督になった。この年、MLSチャンピオンシップとUSオープンカップの2冠を達成し、翌年もMLSチャンピオンシップを連覇した。1998年、D.C.ユナイテッドは、コパ・インテラメリカーナでバスコ・ダ・ガマを破るという大きな偉業を残し、翌年にはMLSチャンピオンも再び獲得した。

### 代表
アグースのアメリカ代表デビュー戦は、1988年1月10日に行われたグアテマラ戦である。代表初ゴールは、直後の13日、同じくグアテマラ戦であった。彼は最終選考で1994年ワールドカップのメンバーから滑り落ち、その知らせを受けたとき、ユニフォームを焼いてしまうほどのショックを受けた。1998年のフランスワールドカップでは、メンバー入りしていたものの、デイヴィッド・レジスの後塵を拝することとなり、1分の出場もならないままで終わってしまった。34歳で迎えた2002年日韓ワールドカップではグループリーグ3試合に出場したが、衝撃的なポルトガル戦でのオウンゴールを決めてしまい、その後、ポーランド戦では太股の負傷をしてしまった。そのため、その後の決勝トーナメントには出場していない。彼は、代表通算134試合に出場し、最後の試合は2003年5月26日のウェールズ戦だった。
また、アグースは1992年のフットサルアメリカ代表としてもプレーし、香港での大会で銀メダルを獲得している。フットサルでは10試合2ゴールの記録を残している。

## 引退後
アグースは2006年9月28日にニューヨーク・レッドブルズのテクニカルダイレクターの職に就き、再びアリーナ監督と仕事をしている。彼は公式には2007年1月1日にレッドブルズ組織に入っている。2008年1月7日、スポーティングダイレクターに昇格した。
2011年3月28日、彼はMLSの大会テクニカルダイレクターとして招聘を受けた。現在は大会運営や分析を行っている。

## 個人成績
| クラブ成績 | クラブ成績                 | クラブ成績       | リーグ | リーグ | カップ           | カップ           | リーグカップ | リーグカップ | 大陸大会       | 大陸大会       | 通算 | 通算 |
| シーズン   | クラブ                     | リーグ           | 出場   | 得点   | 出場             | 得点             | 出場         | 得点         | 出場           | 得点           | 出場 | 得点 |
| ドイツ     | ドイツ                     | ドイツ           | リーグ | リーグ | DFBポカール      | DFBポカール      | その他       | その他       | 欧州           | 欧州           | 通算 | 通算 |
| ---------- | -------------------------- | ---------------- | ------ | ------ | ---------------- | ---------------- | ------------ | ------------ | -------------- | -------------- | ---- | ---- |
| 1994–95    | SVヴェーエン               | レギオナルリーガ | 9      | 0      |                  |                  |              |              |                |                |      |      |
| USA        | USA                        | USA              | League | League | USオープンカップ | USオープンカップ | リーグカップ | リーグカップ | 北中米カリブ海 | 北中米カリブ海 | 通算 | 通算 |
| 1996年     | D.C.ユナイテッド           | MLS              | 32     | 1      |                  |                  |              |              |                |                |      |      |
| 1997年     | D.C.ユナイテッド           | MLS              | 29     | 1      |                  |                  |              |              |                |                |      |      |
| 1998年     | D.C.ユナイテッド           | MLS              | 21     | 1      |                  |                  |              |              |                |                |      |      |
| 1999年     | D.C.ユナイテッド           | MLS              | 30     | 2      |                  |                  |              |              |                |                |      |      |
| 2000年     | D.C.ユナイテッド           | MLS              | 23     | 1      |                  |                  |              |              |                |                |      |      |
| 2001年     | サンノゼ・アースクエイクス | MLS              | 20     | 2      |                  |                  |              |              |                |                |      |      |
| 2002年     | サンノゼ・アースクエイクス | MLS              | 12     | 0      |                  |                  |              |              |                |                |      |      |
| 2003年     | サンノゼ・アースクエイクス | MLS              | 28     | 2      |                  |                  |              |              |                |                |      |      |
| 2004年     | サンノゼ・アースクエイクス | MLS              | 24     | 1      |                  |                  |              |              |                |                |      |      |
| 2005年     | メトロスターズ             | MLS              | 25     | 0      |                  |                  |              |              |                |                |      |      |
| 通算       | ドイツ                     | ドイツ           | 9      | 0      |                  |                  |              |              |                |                |      |      |
| 通算       | USA                        | USA              | 244    | 11     |                  |                  |              |              |                |                |      |      |
| 総通算     | 総通算                     | 総通算           | 253    | 11     |                  |                  |              |              |                |                |      |      |

## 代表歴

### 出場大会
- アメリカ代表
  - 1998 FIFAワールドカップ
  - 2002 FIFAワールドカップ

### 試合数
- 国際Aマッチ 133試合 4得点（1988年-2003年）[9]

| アメリカ代表 | 国際Aマッチ | 国際Aマッチ |
| 年           | 出場        | 得点        |
| ------------ | ----------- | ----------- |
| 1988         | 3           | 1           |
| 1989         | 0           | 0           |
| 1990         | 0           | 0           |
| 1991         | 7           | 0           |
| 1992         | 0           | 0           |
| 1993         | 20          | 1           |
| 1994         | 12          | 0           |
| 1995         | 5           | 0           |
| 1996         | 13          | 1           |
| 1997         | 14          | 0           |
| 1998         | 12          | 0           |
| 1999         | 9           | 0           |
| 2000         | 8           | 0           |
| 2001         | 13          | 0           |
| 2002         | 16          | 1           |
| 2003         | 1           | 0           |
| 通算         | 133         | 4           |

### 得点
| # | 日時           | 場所                              | 対戦相手     | スコア | 最終結果 | 大会                        |
| - | -------------- | --------------------------------- | ------------ | ------ | -------- | --------------------------- |
| 1 | 1988年1月13日  | グアテマラシティ,グアテマラ       | グアテマラ   | 1–0    | 1–0      | 親善試合                    |
| 2 | 1993年11月13日 | ミッションビエホ,カリフォルニア州 | ケイマン諸島 | 4–0    | 8–1      | 親善試合                    |
| 3 | 1996年1月20日  | ロサンゼルス,カリフォルニア州     | グアテマラ   | 2–0    | 3–0      | 1996 CONCACAFゴールドカップ |
| 4 | 2002年2月2日   | パサデナ, カリフォルニア州        | コスタリカ   | 2–0    | 2–0      | 2002 CONCACAFゴールドカップ |